# Heliotropium pueblense
Heliotropium pueblense är en strävbladig växtart som beskrevs av Standley. Heliotropium pueblense ingår i Heliotropsläktet som ingår i familjen strävbladiga växter. Inga underarter finns listade i Catalogue of Life.